# IC 3506
IC 3506 ist eine Zwerggalaxie vom Hubble-Typ dE im Sternbild Jungfrau nördlich der Ekliptik. Sie ist schätzungsweise 65 Millionen Lichtjahre von der Milchstraße entfernt.
Das Objekt wurde am 10. Mai 1904 vom Astronomen Royal Harwood Frost entdeckt.